# Norrbottens Frihandelsparti
Norrbottens Frihandelsparti (NF) var ett lokalt politiskt parti i Haparanda kommun, som bildades inför valet till kommunfullmäktige 1998. 

## Historik
Norrbottens Frihandelsparti bildades inför kommunalvalet 1998. Partiledare var Björn Mattila. Partiet fick 329 röster (6,73 %) och två mandat i kommunfullmäktige. I valet 2006 fick partiet 2,44 % och tappade ett mandat. I valet 2010 fick partiet 1,51 % och tappade sitt enda mandat. Partiet lades därefter ned.

## Valresultat
| År   | Röster | %    | Mandat  |
| ---- | ------ | ---- | ------- |
| 1998 | 329    | 6,73 | 2 av 35 |
| 2002 | 248    | 5,38 | 2 av 35 |
| 2006 | 117    | 2,44 | 1 av 35 |
| 2010 | 74     | 1,51 | 0 av 35 |

I kommunalvalet 1998 fick partiet 6,73 procent av rösterna vilket motsvarade 329 röster och erhöll därmed två mandat i kommunfullmäktige.
I kommunalvalet 2002 fick partiet 5,38 procent av rösterna vilket motsvarade 248 röster och erhöll därmed två mandat i kommunfullmäktige.
I kommunalvalet 2006 fick partiet 2,44 procent av rösterna vilket motsvarade 117 röster och erhöll därmed ett mandat i kommunfullmäktige.
I kommunalvalet 2010 fick partiet 1,51 procent av rösterna vilket motsvarade 74 röster och förlorade därmed alla mandat i kommunfullmäktige.